# OOCL Hong Kong
OOCL Hong Kong — був найбільшим контейнеровозом, коли-небудь побудованим на момент його доставки в 2017 році, і третім контейнеровозом, який перевищив поріг у 20 000 двадцятифутових еквівалентних одиниць (TEU). Це також перше судно, яке подолало позначку в 21 000 TEU. Головний корабель класу G, з якого було побудовано п'ять інших кораблів.  Вона була побудована на верфі Samsung Heavy Industries, Кодже, з номером верфі 2172, і була хрещена та доставлена в травні 2017 року, лише через два місяці після хрещення першого корабля, який подолав бар'єр у 20 000 TEU, MOL Triumph. Шість кораблів класу G були побудовані в один рік на одній верфі.

## Дизайн
OOCL Hong Kong має місткість 21 413 TEU, які розташовані в 23 ряди. Також несе 14,904 кубометрів палива. Техніка на палубі включає десять 35-тонних швартовних лебідок з двобарабанними електричними приводами та дві комбіновані якірні лебідки з електричним приводом для підйому та опускання якоря та його 142 метровий, калібровий ланцюг. Живлення бортової техніки забезпечується чотирма 4300 кВт генераторними установками і двома нососними підрулювачами. 
OOCL Hong Kong оснащено рядним двотактним 11-циліндровим двигуном MAN Diesel & Turbo (MDT) типу G 11G95ME-C9, який генерує 83 656 к.с. (62 382 кВт) потужності при 79 об/хв. Цей двигун дозволяє розвивати максимальну швидкість 21 вузол (39 км/год; 24 миль/год), хоча її крейсерська швидкість становить лише 14,6 вузлів (27,0 км/год; 16,8 миль/год). 

## Сервіс
OOCL Гонконг та її дочірні кораблі — OOCL Японія, OOCL Germany, OOCL United Kingdom, OOCL Scandinavia та OOCL Indonesia — обслуговують маршрут зі Східної Азії до Північної Європи із заходом у Шанхай, Нінбо, Сямень, Яньтянь, Сінгапур через Суецький канал, Філікстоу, Роттердам і Гданськ, повертаючись через Вільгельмсгафен, Феліксстоу, через Суецький канал, Сінгапур, Яньтянь і Шанхай у 77-денній подорожі туди й назад. 

## Дивись також
- Madrid Maersk